# Folkmusik på svenska
Folkmusik på svenska är ett musikalbum från 2001 producerat av Åsa Jinder. Albumet är utgivet av skivbolaget Virgin. 
Musiker är Åsa Jinder, nyckelharpa; Thuva Härdelin, fiol; Stefan Nilsson, flygel och Georg Riedel, kontrabas.

## Låtar
- Min Alva
- Tills dagen vaknar
- Av längtan till dig - sång: CajsaStina Åkerström
- Bröllopsdagen
- Oppigården
- O tysta ensamhet - sång: Stefan Sundström
- Nära dig
- Under samma himmel
- Stilla ro och nära - sång: Margareta Bengtson (tidigare Margareta Jalkéus)
- Glädjen
- Dagg över Hårga äng
- Fragancia - sång: Stefan Sundström och CajsaStina Åkerström

## Listplaceringar
| Lista (2001-2002) | Topplacering |
| ----------------- | ------------ |
| Sverige           | 4            |

### Fotnoter
1. ↑  ”Folkmusik på svenska”. Svensk mediedatabas. 25 februari 2001. http://smdb.kb.se/catalog/id/001553648. Läst 4 april 2012.
2. ↑  ”Listplacering”. http://hitparad.se/showitem.asp?interpret=%C5sa+Jinder&titel=Folkmusik+p%E5+svenska&cat=a. Läst 4 april 2012.